# Борисовка (Пономарьовський район)
Бори́совка (рос. Борисовка) — село у складі Пономарьовського району Оренбурзької області, Росія.

## Населення
Населення — 402 особи (2010; 443 у 2002).
Національний склад (станом на 2002 рік):
- росіяни — 99 %